# Hasselsjön, Medelpad
Hasselsjön är en sjö i Sundsvalls kommun i Medelpad och ingår i Ljungans huvudavrinningsområde. Sjön har en area på 1,35 kvadratkilometer och ligger 177,1 meter över havet. Sjön avvattnas av vattendraget Hasselån.

## Delavrinningsområde
Hasselsjön ingår i det delavrinningsområde (690391-154750) som SMHI kallar för Utloppet av Hasselsjön. Medelhöjden är 306 meter över havet och ytan är 28,72 kvadratkilometer. Det finns inga avrinningsområden uppströms utan avrinningsområdet är högsta punkten. Hasselån som avvattnar avrinningsområdet har biflödesordning 3, vilket innebär att vattnet flödar genom totalt 3 vattendrag innan det når havet efter 55 kilometer. Avrinningsområdet består mestadels av skog (75 procent). Avrinningsområdet har 1,55 kvadratkilometer vattenytor vilket ger det en sjöprocent på 5,4 procent.